# Monokultura
Monokultura (iz starogrčkog. mono - sam, jedini, i lat.: cultura- poljoprivreda) je oblik poljoprivrednog ili šumarskog korištenja zemljišta. Označava i uzgoj samo određene vrste biljke.
- U poljoprivredi monokulturom se naziva višegodišnji uzgoj na velikim poljima samo jedna vrsta voća,  povrća ili drugih poljoprivrednih proizvoda. Suprutnost monokulturi je mješovita kultura.

- u šumarstvu, monokultura označava uzgoj samo jedne vrste drveća na većim površinama.

- Pojam se koristi i u turizmu, ako jedna cijela zemlja ili regija ovisi gospodarstveno uglavno o turizmu.

## Biološki nedostatci
- Monokulture potiču širenje pojedinih parazita, (kukci, miševi, zlatice), patogenih (spora streptococca, gljivica), koji mogu dovesti do loše žetve i većih troškova radi potrebe za većim korištenjem pesticida s (npr. insekticida, fungicida)
- Fungicidi imaju negativan utjecaj na tlo i korisne i neophodne gljivice
- Biljke u monokulturama su osjetljive na bolesti